# Bemposta (Penamacor)
Bemposta ist eine Gemeinde (Freguesia) im portugiesischen Kreis (Concelho) von Penamacor. In ihr leben 120 Einwohner (Stand 30. Juni 2011).

## Geschichte
Im Zuge der Reconquista wurde der maurische Ort im 12. Jahrhundert besiedelt und befestigt. 1258 wurde Bemposta erstmals offiziell erwähnt, als Ortschaft im Kreis von Penamacor. Von 1277 bis 1287 unterstand der Ort den Tempelrittern, die die Burg errichteten. 1510 erteilte König Manuel I. dem Ort Stadtrechte (Foral), und ließ zum Zeichen der Verwaltungshoheit den Schandpfahl errichten. Der Ort wurde ein eigenständiger Kreis.
Im Zusammenhang mit dem Restaurationskrieg wurde die Befestigung des Ortes im 17. Jahrhundert erneuert und ausgebaut. 1836 wurde der Kreis Bemposta aufgelöst und Monsanto angegliedert. Seit 1848 gehört die Gemeinde zum Kreis Penamacor.

## Kultur und Sehenswürdigkeiten
Unter seinen verschiedenen Baudenkmälern, zu denen Brunnenanlagen, Häuser und Sakralbauten zählen, sind eine römische Brücke, die ab 1600 errichtete und vergoldete Holz-Altarretabel (Talha dourada) zeigende Barockkirche Igreja Paroquial de Bemposta (auch Igreja de Nossa Senhora da Silva), und der gesamte historische Ortskern zu nennen.
Alljährlich am 15. August findet mit einer Prozession zu Ehren der Ortspatronin Nossa Senhora da Silva das Ortsfest statt.
Die Eröffnung des auf römische Funde spezialisierten Heimatmuseums Núcleo Museológico de Bemposta 2009 erlangte überregionale Aufmerksamkeit.